# Оброчна плоча
Оброчна плоча е релефно (каменно, по-рядко метално или глинено) изображение на божество, което е поднасяно като дар в светилище през I – IV век.
Оброчните плочи съдържат надписи на старогръцки или латински език с посвещение на кой бог се дава, от кого е и за какво е. Предназначени са за богове от гръко-римския и тракийския пантеон, като най-често това е Тракийския Херос.
Произвеждани са масово. В повечето случаи художествената им стойност е ниска.